# ۵ ربیع‌الثانی
۵ ربیع‌الثانی، پنجمین روز از ماه ربیع‌الثانی در تقویم هجری قمری است.
در تقویم هجری قمری قراردادی این روز نود و چهارمین روز سال است.

## زادگان
- ۶۷۷ - صفی‌الدین حلی، شاعر عراقی.

دکتر مجتبی طلیمی

## درگذشتگان
- ۱۴۳۹ - حسین شاه‌حسینی، سیاستمدار ایرانی.
- ۱۴۳۹ - هتر منزیس، بازیگر آمریکایی.